# Tunesische Fußballnationalmannschaft
Die tunesische Fußballnationalmannschaft ist die Auswahlmannschaft des nordafrikanischen Staates Tunesien und untersteht der Fédération Tunisienne de Football. Tunesien nahm sechsmal an Weltmeisterschaften teil und qualifizierte sich 20 Mal für die Endrunden der Afrikameisterschaft, die 2004 erstmals gewonnen wurden. Im April 2018 erreichte man mit dem Platz 14 in der FIFA-Weltrangliste die bisher beste Position der Verbandsgeschichte.

## Geschichte
Zwischen 1928 und 1950 bestritten tunesische Mannschaften mehrere Spiele gegen die französische B-Mannschaft und andere französische Teams. Nach der Unabhängigkeit Tunesiens im Jahr 1956 folgten weitere Spiele, die aber von der FIFA noch nicht anerkannt wurden. Das erste von der FIFA anerkannte Spiel fand am 8. März 1959 gegen Malta statt und endete 0:0.
In der Qualifikation zur Fußball-WM 2006 hatte die Mannschaft des französischen Trainers Roger Lemerre die erste Runde überstanden und traf in Hin- und Rückspielen in der zweiten Runde in Gruppe fünf auf Marokko, Kenia, Guinea, Malawi und Botswana. Trotz eines 2:2 gegen das Team von Marokko am 8. Oktober 2005 schaffte Tunesien den Gruppensieg und fuhr als fünfte afrikanische Mannschaft neben den Teams von Togo, Ghana, der Elfenbeinküste und Angola zur Weltmeisterschaft nach Deutschland. Nach einem Unentschieden gegen Saudi-Arabien (2:2) sowie zwei Niederlagen gegen Spanien (1:3) und die Ukraine (0:1) schied die Mannschaft als Gruppendritter in der Vorrunde aus.
Ab Anfang Juni 2008 wurden die „Adler von Karthago“ vom Portugiesen Humberto Coelho betreut, welcher schon die portugiesische Fußballnationalmannschaft ins Halbfinale der EURO 2000 führte, wo er auf seinen Vorgänger und damaligen Trainer der Französischen Fußballnationalmannschaft Roger Lemerre traf. Er erhielt einen Dreijahresvertrag. Nach dem Scheitern in der Qualifikation zur WM 2010 trennten sich beide Parteien allerdings wieder. In den folgenden vier Jahren gab es vier verschiedene Trainer, bevor der Niederländer Ruud Krol im September 2013 das Amt übernahm. Nur ein Jahr später endete seine Zeit in Tunesien und von März 2014 bis Juni 2015 betreute der Belgier Georges Leekens die Mannschaft.
In der Qualifikation zur Fußball-WM 2018 setzte man sich in der 2. Runde gegen Mauretanien durch und spielte in der 3. Runde gegen den Kongo, Libyen und Guinea. In dieser Runde qualifizierte man sich mit vier Siegen und zwei Unentschieden als Gruppenerster direkt für die WM-Endrunde. Bei der WM-Endrunde spielte man in der WM-Gruppe G gegen die Teams aus Belgien, Panama und England, nachdem man bei der WM-Auslosung aus Topf 3 zugelost wurde.

## Kader
Für den Kader bei der Fußball-Weltmeisterschaft 2022, siehe:

## Turniere

### Olympische Spiele
| 1960 in Rom            | Vorrunde                          |
| 1964 in Tokio          | nicht qualifiziert                |
| 1968 in Mexiko-Stadt   | nicht qualifiziert (Losentscheid) |
| 1972 in München        | nicht qualifiziert                |
| 1976 in Montreal       | nicht qualifiziert                |
| 1980 in Moskau         | nicht qualifiziert                |
| 1984 in Los Angeles    | nicht qualifiziert                |
| 1988 in Seoul          | Vorrunde                          |
| 1992 in Barcelona      | nicht qualifiziert                |
| 1996 in Atlanta        | Vorrunde                          |
| 2000 in Sydney         | nicht qualifiziert                |
| 2004 in Athen          | Vorrunde                          |
| 2008 in Peking         | nicht qualifiziert                |
| 2012 in London         | nicht qualifiziert                |
| 2016 in Rio de Janeiro | nicht qualifiziert                |
| 2021 in Tokio          | nicht qualifiziert                |

### Weltmeisterschaft
Tunesien nahm erstmals an der Qualifikation zur WM 1962 teil, scheiterte aber bei den ersten beiden Teilnahmen jeweils durch Losentscheid an Marokko. Erst für die WM 1978 und danach wieder 1998, 2002 und 2006 sowie 2018 und 2022 konnte sich Tunesien für die Endrunde qualifizieren, scheiterte aber immer in der Vorrunde.
| Jahr | Gastgeberland  | Teilnahme bis …    | Letzte(r) Gegner                 | Ergebnis | Trainer                      | Bemerkungen und Besonderheiten |
| ---- | -------------- | ------------------ | -------------------------------- | -------- | ---------------------------- | --- |
| 1930 | Uruguay        | nicht teilgenommen |                                  |          |                              | Kein selbständiger Staat |
| 1934 | Italien        | nicht teilgenommen |                                  |          |                              | Kein selbständiger Staat |
| 1938 | Frankreich     | nicht teilgenommen |                                  |          |                              | Kein selbständiger Staat |
| 1950 | Brasilien      | nicht teilgenommen |                                  |          |                              | Kein selbständiger Staat |
| 1954 | Schweiz        | nicht teilgenommen |                                  |          |                              | Kein selbständiger Staat |
| 1958 | Schweden       | nicht teilgenommen |                                  |          |                              | Kein FIFA-Mitglied |
| 1962 | Chile          | nicht qualifiziert |                                  |          |                              | In der Qualifikation in der Vorrunde im Entscheidungsspiel nach Losentscheid an Marokko gescheitert, das sich aber ebenfalls nicht qualifizieren konnte. |
| 1966 | England        | zurückgezogen      |                                  |          |                              | Alle 15 afrikanischen Mannschaften zogen sich aus der Qualifikation zurück, da die FIFA den Mannschaften aus Afrika, Asien und Ozeanien nur einen Endrundenplatz zugestand. |
| 1970 | Mexiko         | nicht qualifiziert |                                  |          |                              | In der Qualifikation in der 2. Runde wieder im Entscheidungsspiel nach Losentscheid an Marokko gescheitert. |
| 1974 | Deutschland    | nicht qualifiziert |                                  |          |                              | In der Qualifikation in der 2. Runde an der Elfenbeinküste gescheitert, die sich aber ebenfalls nicht qualifizieren konnte. |
| 1978 | Argentinien    | Vorrunde           | Mexiko, Polen, Deutschland       | 13.      | Abdelmajid Chetali           | Nach einem Sieg gegen Mexiko, einer Niederlage gegen Polen und einem Remis gegen Titelverteidiger Deutschland als Gruppendritter ausgeschieden. |
| 1982 | Spanien        | nicht qualifiziert |                                  |          |                              | In der Qualifikation in der 1. Runde nach Elfmeterschießen an Nigeria gescheitert, das sich aber ebenfalls nicht qualifizieren konnte. |
| 1986 | Mexiko         | nicht qualifiziert |                                  |          |                              | In der Qualifikation im Finale der Staffel A an Algerien gescheitert. |
| 1990 | Italien        | nicht qualifiziert |                                  |          |                              | In der Qualifikation in der 3. und letzten Runde an Kamerun gescheitert. |
| 1994 | USA            | nicht qualifiziert |                                  |          |                              | In der Qualifikation in der 1. Runde wieder an Marokko gescheitert. |
| 1998 | Frankreich     | Vorrunde           | England, Kolumbien, Rumänien     | 26.      | Henryk Kasperczak            | Nach zwei Niederlagen und einem Remis gegen Gruppensieger Rumänien als Gruppenletzter ausgeschieden. |
| 2002 | Südkorea/Japan | Vorrunde           | Russland, Belgien, Japan         | 29.      | Khemais Labidi/Ammar Souayah | Nach zwei Niederlagen und einem Remis gegen Belgien als Gruppenletzter ausgeschieden. |
| 2006 | Deutschland    | Vorrunde           | Saudi-Arabien, Spanien, Ukraine  | 24.      | Roger Lemerre                | Nach einem Remis (gegen Saudi-Arabien) und zwei Niederlagen als Gruppendritter ausgeschieden. |
| 2010 | Südafrika      | nicht qualifiziert |                                  |          |                              | In der Qualifikation in der 3. Runde wieder an Nigeria gescheitert. |
| 2014 | Brasilien      | nicht qualifiziert |                                  |          |                              | In der Qualifikation traf Tunesien auf Kap Verde, Sierra Leone und Äquatorial-Guinea. Im letzten und entscheidenden Gruppenspiel gegen Kap Verde unterlagen die Tunesier mit 0:2 und wurden damit zunächst nur Gruppenzweiter. Da Kap Verde aber den nicht spielberechtigten Spieler Fernando Varela eingesetzt hatte, wurde die Niederlage in ein 3:0 für Tunesien geändert, so dass Tunesien als Gruppensieger in die Playoff-Runde einzog. Dort scheiterte die Mannschaft an Kamerun. |
| 2018 | Russland       | Vorrunde           | England, Belgien, Panama         | 24.      | Nabil Maaloul                | Mit zwei Niederlagen (gegen England und Belgien) und einem Sieg gegen Panama als Gruppendritter ausgeschieden. |
| 2022 | Katar          | Vorrunde           | Dänemark, Australien, Frankreich | 21.      | Jalel Kadri                  | Gegner in der Qualifikation waren Sambia, Mauretanien und Äquatorialguinea. Mit einem Sieg gegen Titelverteidiger Frankreich, einem Remis gegen Dänemark und einer Niederlage gegen Australien als Gruppendritter ausgeschieden. |

### Afrikameisterschaft
|                                    |                    |
| 1957 im Sudan                      | nicht teilgenommen |
| 1959 in Ägypten                    | nicht teilgenommen |
| 1962 in Äthiopien                  | Dritter            |
| 1963 in Ghana                      | Vorrunde           |
| 1965 in Tunesien                   | Zweiter            |
| 1968 in Äthiopien                  | nicht qualifiziert |
| 1970 in Sudan                      | nicht teilgenommen |
| 1972 in Kamerun                    | nicht teilgenommen |
| 1974 in Ägypten                    | nicht qualifiziert |
| 1976 in Äthiopien                  | nicht qualifiziert |
| 1978 in Ghana                      | Vierter            |
| 1980 in Nigeria                    | nicht teilgenommen |
| 1982 in Libyen                     | Vorrunde           |
| 1984 in der Elfenbeinküste         | nicht qualifiziert |
| 1986 in Ägypten                    | nicht qualifiziert |
| 1988 in Marokko                    | nicht qualifiziert |
| 1990 in Algerien                   | nicht qualifiziert |
| 1992 im Senegal                    | nicht qualifiziert |
| 1994 in Tunesien                   | Vorrunde           |
| 1996 in Südafrika                  | Zweiter            |
| 1998 in Burkina Faso               | Viertelfinale      |
| 2000 in Ghana/Nigeria              | Vierter            |
| 2002 in Mali                       | Vorrunde           |
| 2004 in Tunesien                   | Afrikameister      |
| 2006 in Ägypten                    | Viertelfinale      |
| 2008 in Ghana                      | Viertelfinale      |
| 2010 in Angola                     | Vorrunde           |
| 2012 in Gabun und Äquatorialguinea | Viertelfinale      |
| 2013 in Südafrika                  | Vorrunde           |
| 2015 in Äquatorialguinea           | Viertelfinale      |
| 2017 in Gabun                      | Viertelfinale      |
| 2019 in Ägypten                    | Vierter            |
| 2022 in Kamerun                    | Viertelfinale      |
| 2024 in der Elfenbeinküste         | Vorrunde           |
| 2025 in Marokko                    | qualifiziert       |

### Afrikanische Nationenmeisterschaft
- 2009: nicht qualifiziert (es nahm die Olympiamannschaft an der Qualifikation teil)
- 2011: Nationenmeister
- 2014: nicht qualifiziert
- 2016: Viertelfinale
- 2018: nicht teilgenommen
- 2021: nicht qualifiziert
- 2023: nicht teilgenommen
- 2025: zurückgezogen

## Titel
- Afrikameister (1)
  - Sieger: 2004
  - Finalist: 1965, 1996
- Arabischer Nationenpokal (1)
  - Sieger: 1963
  - Finalist: 2021
- Afrikanische Nationenmeisterschaft (1)
  - Sieger: 2011

## Spiele gegen deutschsprachige Mannschaften
|     | Datum      | Ort        | Heimmannschaft | Resultat | Gastmannschaft | Anlass              |
| --- | ---------- | ---------- | -------------- | -------- | -------------- | ------------------- |
| 01. | 04.12.1960 | Tunis      | Tunesien       | 0:3      | DDR            |                     |
| 02. | 20.02.1972 | Tunis      | Tunesien       | 3:3      | Österreich     |                     |
| 03. | 26.02.1974 | Tunis      | Tunesien       | 0:4      | DDR            |                     |
| 04. | 10.06.1978 | Córdoba () | BRD            | 0:0      | Tunesien       | WM-Vorrunde         |
| 05. | 10.02.1983 | Tunis      | Tunesien       | 0:2      | DDR            |                     |
| 06. | 07.02.1987 | Tunis      | Tunesien       | 1:3      | Österreich     |                     |
| 07. | 23.09.1987 | Gera       | DDR            | 2:0      | Tunesien       |                     |
| 08. | 17.03.1993 | Tunis      | Tunesien       | 0:1      | Schweiz        |                     |
| 09. | 22.09.1993 | Tunis      | Tunesien       | 1:1      | Deutschland    |                     |
| 10. | 15.11.2000 | Tunis      | Tunesien       | 1:1      | Schweiz        |                     |
| 11. | 18.06.2005 | Köln       | Deutschland    | 3:0      | Tunesien       | Confed-Cup-Vorrunde |
| 12. | 21.11.2007 | Wien       | Österreich     | 0:0      | Tunesien       |                     |
| 13. | 14.11.2012 | Sousse     | Tunesien       | 1:2      | Schweiz        |                     |

Bisher gab es keine Partie gegen Liechtenstein.

## Erweiterter Kader
Stand: September 2023
| Name                     | Geburtstag | Spiele  | Tore    | Verein                   | Debüt   |         |
| Torwart                  | Torwart    | Torwart | Torwart | Torwart                  | Torwart | Torwart |
| ------------------------ | ---------- | ------- | ------- | ------------------------ | ------- | ------- |
| Moez Ben Cherifia        | 24.06.1991 | 22      | 0       | Espérance Tunis          | 2012    |         |
| Aymen Dahmen             | 28.01.1997 | 14      | 0       | al-Hazem                 | 2021    |         |
| Bechir Ben Said          | 29.11.1994 | 10      | 0(0)    | US Monastir              | 2022    |         |
| Mohamed Sedki Debchi     | 28.10.1999 | 0       | 0(0)    | Espérance Tunis          | –       |         |
| Mouez Hassen             | 05.03.1995 | 20      | 0(0)    | Club Africain Tunis      | 2018    |         |
| Abwehr                   |            |         |         |                          |         |         |
| Montassar Talbi          | 26.05.1998 | 31      | 0(2)    | FC Lorient               | 2021    |         |
| Dylan Bronn              | 19.06.1995 | 38      | 0(2)    | US Salernitana           | 2017    |         |
| Yassine Meriah           | 02.07.1993 | 70      | 03      | Espérance Tunis          | 2015    |         |
| Nader Ghandri            | 18.02.1995 | 10      | 0(0)    | Adschman Club            | 2019    |         |
| Alaa Ghram               | 14.07.2001 | 02      | 0(0)    | CS Sfax                  | 2023    |         |
| Oussama Haddadi          | 28.01.1992 | 29      | 0       | SpVgg Greuther Fürth     | 2015    |         |
| Omar Rekik               | 20.12.2001 | 03      | 0(0)    | Wigan Athletic           | 2021    |         |
| Bilel Ifa                | 09.03.1990 | 39      | 0(0)    | al Kuwait SC             | 2008    |         |
| Ali Abdi                 | 20.12.1993 | 17      | 0(2)    | SM Caen                  | 2021    |         |
| Ali Maâloul              | 01.01.1990 | 86      | 0(3)    | El Ahly Kairo            | 2013    |         |
| Rami Kaib                | 08.05.1997 | 02      | 0(0)    | Djurgårdens IF           | 2022    |         |
| Yan Valery               | 22.02.1999 | 05      | 0(0)    | SCO Angers               | 2022    |         |
| Mohamed Dräger           | 25.06.1996 | 38      | 0(3)    | FC Basel                 | 2018    |         |
| Wajdi Kechrida           | 05.11.1995 | 26      | 0(0)    | Atromitos Athen          | 2019    |         |
| Hamza Mathlouthi         | 25.07.1992 | 38      | 0(1)    | Al Zamalek SC            | 2014    |         |
| Mittelfeld               |            |         |         |                          |         |         |
| Ellyes Skhiri            | 10.05.1995 | 56      | 0(3)    | Eintracht Frankfurt      | 2018    |         |
| Mohamed Wael Derbali     | 18.06.2003 | 01      | 0(0)    | Espérance Tunis          | 2023    |         |
| Aïssa Laïdouni           | 13.12.1996 | 34      | 0(2)    | 1. FC Union Berlin       | 2021    |         |
| Mohamed Ali Ben Romdhane | 06.09.1999 | 29      | 0(1)    | Ferencváros Budapest     | 2019    |         |
| Anis Ben Slimane         | 16.03.2001 | 29      | 0(4)    | Sheffield United         | 2020    |         |
| Ferjani Sassi            | 18.03.1992 | 79      | 0(6)    | Al-Gharafa Sports Club   | 2013    |         |
| Ghaylen Chaaleli         | 28.02.1994 | 31      | 0(1)    | Espérance Tunis          | 2017    |         |
| Hamza Rafia              | 02.04.1999 | 21      | 0(1)    | US Lecce                 | 2019    |         |
| Chaïm El Djebali         | 07.02.2004 | 01      | 0(0)    | Olympique Lyon           | 2022    |         |
| Samy Chouchane           | 05.09.2003 | 0       | 0(0)    | Brighton & Hove Albion   | –       |         |
| Hannibal Mejbri          | 21.01.2003 | 26      | 0(0)    | Manchester United        | 2021    |         |
| Firas Ben Larbi          | 27.05.1996 | 11      | 0(2)    | Sharjah FC               | 2019    |         |
| Haykeul Chikhaoui        | 04.09.1996 | 01      | 0(0)    | Adschman Club            | 2023    |         |
| Oussama Abid             | 10.08.2002 | 0       | 0(0)    | Étoile Sportive du Sahel | –       |         |
| Naïm Sliti               | 17.07.1992 | 70      | (14)    | al-Ahli SC               | 2016    |         |
| Youssef Msakni           | 28.10.1990 | 93      | (20)    | Al-Arabi                 | 2010    |         |
| Oussema Bouguerra        | 17.10.1998 | 01      | 0(0)    | Espérance Tunis          | 2023    |         |
| Elias Saad               | 27.12.1999 | 0       | 0(0)    | FC St. Pauli             | –       |         |
| Ali Youssef              | 05.08.2000 | 03      | 0(0)    | BK Häcken                | 2021    |         |
| Mortadha Ben Ouanes      | 02.07.1994 | 06      | 0(0)    | Kasımpaşa Istanbul       | 2019    |         |
| Mohamed Dhaoui           | 14.05.2003 | 02      | 0(0)    | El Ahly Kairo            | 2023    |         |
| Amor Layouni             | 03.10.1992 | 07      | 0(1)    | BK Häcken                | 2019    |         |
| Elias Achouri            | 10.02.1999 | 06      | 0(0)    | FC Kopenhagen            | 2022    |         |
| Sayfallah Ltaief         | 22.04.2000 | 02      | 0(0)    | FC Winterthur            | 2022    |         |
| Sturm                    |            |         |         |                          |         |         |
| Anas Haj Mohamed         | 26.03.2005 | 01      | 0(0)    | Parma Calcio 1913        | 2023    |         |
| Seifeddine Jaziri        | 11.02.1993 | 31      | (10)    | Al Zamalek SC            | 2016    |         |
| Taha Yassine Khenissi    | 06.01.1992 | 50      | 0(9)    | al Kuwait SC             | 2013    |         |
| Hamdi Labidi             | 09.06.2002 | 02      | 0(0)    | Club Africain Tunis      | 2023    |         |
| Haythem Jouini           | 07.05.1993 | 04      | 0(2)    | Stade Tunisien           | 2023    |         |
| Issam Jebali             | 25.12.1991 | 14      | 0(2)    | Gamba Osaka              | 2018    |         |

## Rekordspieler
(Stand: 18. November 2024)
| Rekordspieler | Rekordspieler        | Rekordspieler     | Rekordspieler | Rekordspieler |
| Spiele        | Spieler              | Position          | Zeitraum      | Tore          |
| ------------- | -------------------- | ----------------- | ------------- | ------------- |
| 105           | Radhi Jaïdi          | Abwehr            | 1996–2009     | 07            |
| 104           | Youssef Msakni       | Angriff           | 2010–         | 23            |
| 097           | Chokri El Ouaer      | Tor               | 1990–2002     | 0             |
| 096           | Khaled Badra         | Abwehr            | 1995–2006     | 10            |
| 095           | Kaies Ghodhbane      | Mittelfeld        | 1995–2006     | 06            |
| 095           | Khaled Ben Yahia     | Abwehr            | 1979–1993     | 05            |
| 092           | Riadh Bouazizi       | Mittelfeld        | 1995–2006     | 03            |
| 090           | Ali Maâloul          | Abwehr            | 2013–         | 03            |
| 089           | Tarak Dhiab          | Mittelfeld        | 1974–1990     | 12            |
| 087           | Yassine Meriah       | Abwehr            | 2015–         | 05            |
| 086           | Mohamed Ali Mahjoubi | Abwehr/Mittelfeld | 1998–2012     | 17            |
| 086           | Sirajeddine Chihi    | Mittelfeld        | 1991–2001     | 04            |
| 085           | Sadok Sassi          | Tor               | 1963–1978     | 0             |
| 084           | Issam Jemâa          | Angriff           | 2005–2014     | 36            |
| 083           | Zoubaier Baya        | Mittelfeld        | 1994–2002     | 17            |
| 083           | Ferjani Sassi        | Mittelfeld        | 2013–         | 07            |

## Bekannte Spieler
- Lassaad Abdelli (* 1960) – spielte Ende der 1980er-Jahre für Alemannia Aachen
- Jawhar Mnari (* 1976) – bestritt 88 Spiele für den 1. FC Nürnberg
- Ali Boumnijel (* 1966) – bei der Weltmeisterschaft 2006 der älteste Torwart
- José Clayton (* 1974) – eingebürgerter Brasilianer
- Mehdi Ben Slimane (* 1974) – spielte von 1997 bis 2001 bei Gladbach und Freiburg
- Adel Sellimi (* 1972) – 108 Ligaspiele für den SC Freiburg
- Zoubaier Baya (* 1971) – 114 Ligaspiele für den SC Freiburg

## Bekannte Trainer
Seit 1956 wurde die tunesische Fußballnationalmannschaft von 28 unterschiedlichen Trainern, in insgesamt 33 Trainerperioden betreut. Erste Person auf diesem Posten war der Tunesier Rachid Turki. Bereits 1960 folgte mit Milan Kristić der erste ausländische Trainer. Bis heute wurde die Mannschaft von 15 ausländischen Fußballlehrern betreut. Einziger Deutscher in diesem Amt war Eckhard Krautzun, der 2001 kurzzeitig die Geschicke der Mannschaft betreute. Mit sechs Jahren am Stück, ist der Franzose Roger Lemerre Rekordhalter auf dieser Position. Die Tunesier Youssef Zouaoui und Ameur Hizem stand in zwei Amtszeiten dem tunesischen Verband zur Verfügung. Einzige Ausländer, die das Team öfters als einmal betreuten, waren der Kroate Radojica Radojičić sowie der Pole Antoni Piechniczek.

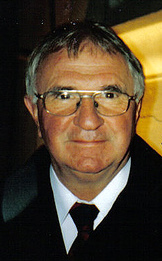
Antoni Piechniczek trainierte die tunesische Mannschaft in zwei Perioden (1988 und 1989).

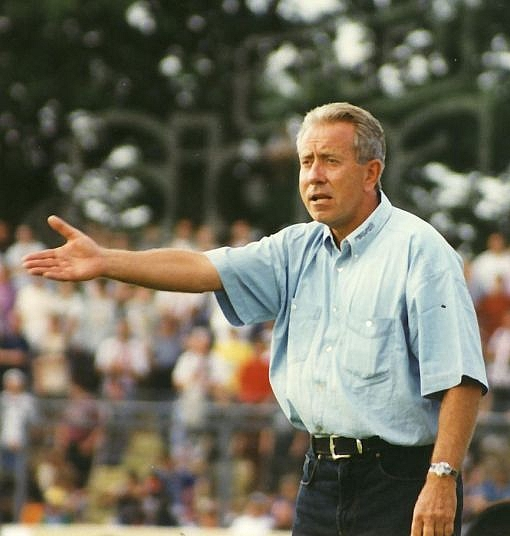
Eckhard Krautzun, früher auch in Deutschland aktiv, betreute 2001 das Tunesische Nationalteam.

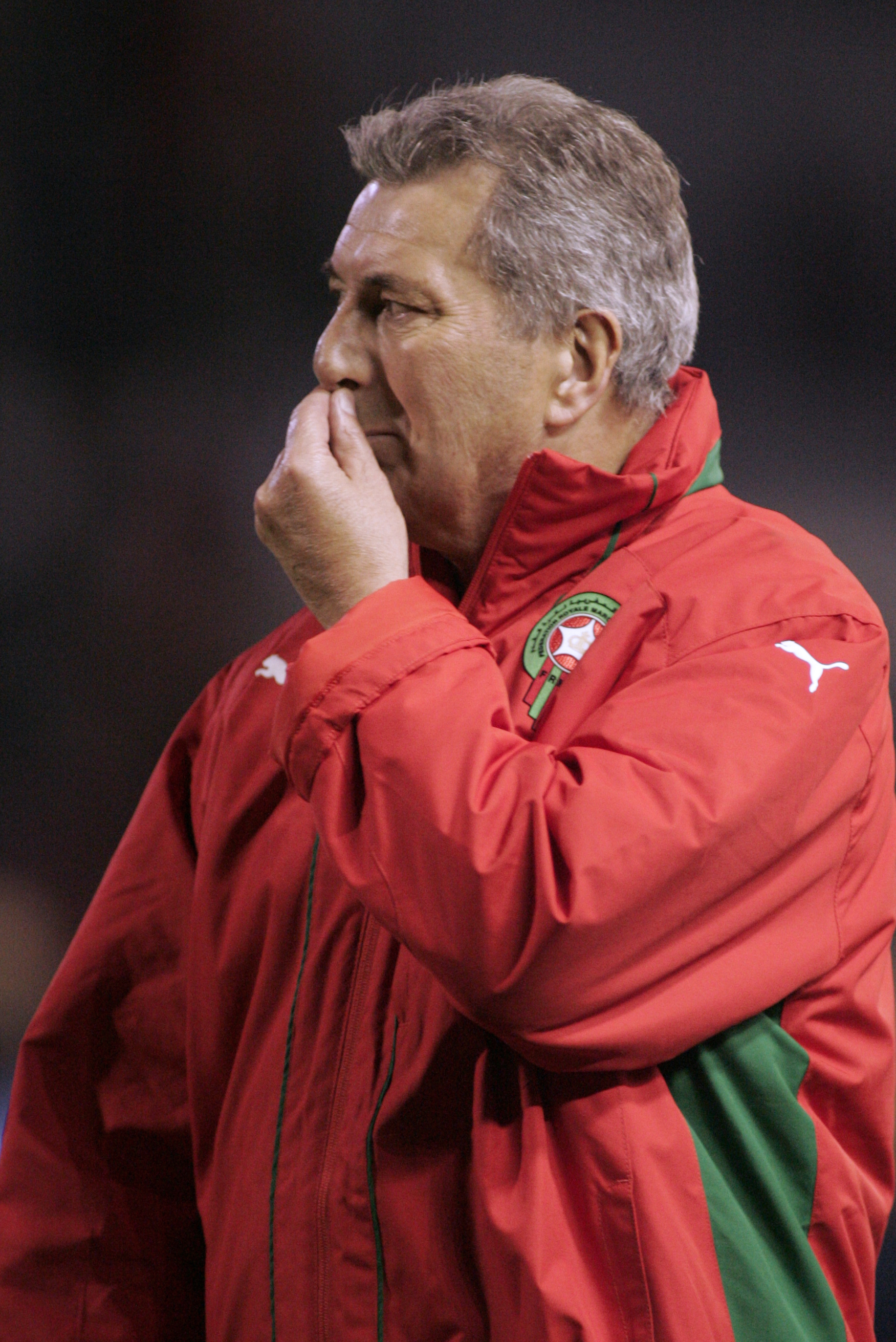
Roger Lemerre, der ehemalige Nationaltrainer Frankreichs war zwischen 2002 und 2008 Trainer Der Adler von Karthago.

| Name des Trainers  | Zeitraum                     |
| ------------------ | ---------------------------- |
| Rachid Turki       | 1956/57                      |
| Hachemi Cherif     | 1957–1960                    |
| Milan Kristić      | 1960/61                      |
| Frane Matošić      | 1961–1963                    |
| André Gérard       | 1963–1965                    |
| Mokhtar Ben Nacef  | 1965–1968                    |
| Radojica Radojičić | 1968/69                      |
| Beogovic Sereta    | 1969                         |
| Radojica Radojičić | 1970                         |
| Ameur Hizem        | 1970–1974                    |
| Andrej Prean Nagy  | 1974/75                      |
| Abdelmajid Chetali | 1975–1978                    |
| Ameur Hizem        | 1978/79                      |
| Ahmed Dhib         | 1979/80                      |
| Ameur Hizem        | 1980/81                      |
| Ryszard Kulesza    | 1981–1983                    |
| Youssef Zouaoui    | 1984–1986                    |
| Jean Vincent       | 1986/87                      |
| Taoufik Ben Othman | 1987/88                      |
| Antoni Piechniczek | 1988                         |
| Mokhtar Tlili      | 1988/89                      |
| Antoni Piechniczek | 1989                         |
| Mrad Mahjoub       | 1990–1993                    |
| Youssef Zouaoui    | 1993/94                      |
| Faouzi Benzarti    | 1994                         |
| Henryk Kasperczak  | 1994–1998                    |
| Ali Selmi          | 1998                         |
| Franco Scoglio     | 1998–2001                    |
| Eckhard Krautzun   | 2001                         |
| Henri Michel       | 2001/02                      |
| Youssef Zouaoui    | 2002                         |
| Ammar Souayah      | 2002                         |
| Roger Lemerre      | 2002–2008                    |
| Humberto Coelho    | 2008–2009                    |
| Faouzi Benzarti    | 2009–Mai 2010                |
| Bertrand Marchand  | Juni 2010–Dezember 2010      |
| Faouzi Benzarti    | Januar 2011                  |
| Ammar Souayah      | 2011                         |
| Sami Trabelsi      | März 2011–September 2013     |
| Ruud Krol          | September 2013 – März 2014   |
| Georges Leekens    | März 2014 – Juni 2015        |
| Henryk Kasperczak  | Juli 2015 – April 2017       |
| Nabil Maaloul      | April 2017 – Juli 2018       |
| Faouzi Benzarti    | August 2018 – Oktober 2018   |
| Maher Kanzari      | Oktober 2018 – November 2018 |
| Alain Giresse      | Dezember 2018 – August 2019  |
| Mondher Kebaier    | August 2019 – Januar 2022    |
| Jalel Kadri        | Januar 2022 –                |